# Rannoch Lacus
Il Rannoch Lacus è una struttura geologica della superficie di Titano.